# Fonteinkruid
Fonteinkruid (Potamogeton) is een geslacht van waterplanten uit de fonteinkruidfamilie. De bladeren kunnen op het water drijven of onder het wateroppervlak zweven. De bloemen bevinden zich in groene aartjes die boven het wateroppervlak uit steken.
Tot Potamogeton worden in ieder geval de breedbladige varianten gerekend. De grasbladige varianten worden recentelijk ook wel ondergebracht in het geslacht Stuckenia.

## In Nederland
In Nederland komen de volgende soorten voor:
- Doorgroeid fonteinkruid (Potamogeton perfoliatus)
- Draadfonteinkruid (Potamogeton filiformis)
- Drijvend fonteinkruid (Potamogeton natans)
- Duizendknoopfonteinkruid (Potamogeton polygonifolius)
- Gegolfd fonteinkruid (Potamogeton ×angustifolius of Potamogeton ×zizii)
- Gekroesd fonteinkruid (Potamogeton crispus)
- Gekroesd x puntig fonteinkruid (Potamogeton ×lintonii)
- Glanzig fonteinkruid (Potamogeton lucens)
- Haarfonteinkruid (Potamogeton trichoides)
- Klein fonteinkruid (Potamogeton berchtoldii)
- Langstengelig fonteinkruid (Potamogeton praelongus)
- Ongelijkbladig fonteinkruid (Potamogeton gramineus)
- Plat fonteinkruid (Potamogeton compressus)
- Puntig fonteinkruid (Potamogeton mucronatus)
- Rivierfonteinkruid (Potamogeton nodosus)
- Rossig fonteinkruid (Potamogeton alpinus)
- Schedefonteinkruid (Potamogeton pectinatus)
- Spits fonteinkruid (Potamogeton acutifolius)
- Stomp fonteinkruid (Potamogeton obtusifolius)
- Tenger fonteinkruid (Potamogeton pusillus)
- Vlottend fonteinkruid (Potamogeton ×fluitans)
- Weegbreefonteinkruid (Potamogeton coloratus)
- Wilgfonteinkruid (Potamogeton ×salicifolius)
- Zwaardfonteinkruid (Potamogeton ×sparganifolius)

In de Veluwerandmeren zijn het doorgroeid fonteinkruid, het gekroesd fonteinkruid en het aarvederkruid tot ontwikkeling gekomen na het biologisch herstel dat in de jaren negentig begon. In 2015 bleken fonteinkruidsoorten op de randmeren rond Flevoland door hun hoeveelheden hinder te gaan vormen voor de pleziervaart. Een aantal samenwerkende gemeenten laat de waterplanten maaien om de toegangen en havens van de eilanden en aanlegplaatsen en ook de surfgebieden en oefen- en wedstrijdgebieden vrij te houden.